# Вілар-Шан (Алфандега-да-Фе)
Вілар-Шан (порт. Vilar Chão; МФА: [vi.ˈɫaɾ ˈʃɐ̃w]) — парафія в Португалії, у муніципалітеті Алфандега-да-Фе. Розташована в північно-східній частині країни, на теренах історичної португальської провінції Трансмонтана. Входить до складу округу Браганса. За адміністративним поділом, чинним до 1976 року, терени парафії були складовою провінції Трансмонтана і Верхнє Дору. Належить до Брагансько-Мірандської діоцезії Католицької церкви. Патрон — святий Пелагій. Площа — 24,5491 км². Населення — 259 ос. (2011). Слабо урбанізований регіон. Густота населення — 10,55 осіб/км²
. Код — 040118.

## Населення
| Кількість мешканців | Кількість мешканців | Кількість мешканців | Кількість мешканців | Кількість мешканців | Кількість мешканців | Кількість мешканців | Кількість мешканців | Кількість мешканців | Кількість мешканців | Кількість мешканців | Кількість мешканців | Кількість мешканців | Кількість мешканців | Кількість мешканців |
| ------------------- | ------------------- | ------------------- | ------------------- | ------------------- | ------------------- | ------------------- | ------------------- | ------------------- | ------------------- | ------------------- | ------------------- | ------------------- | ------------------- | ------------------- |
| 1864                | 1878                | 1890                | 1900                | 1911                | 1920                | 1930                | 1940                | 1950                | 1960                | 1970                | 1981                | 1991                | 2001                | 2011                |
| 546                 | 490                 | 525                 | 543                 | 503                 | 466                 | 520                 | 609                 | 651                 | 669                 | 466                 | 428                 | 329                 | 326                 | 259                 |